# José García de la Torre
José García de la Torre (La Torre de Esteban Hambrán, 15 de agosto de 1774 - Málaga, 26 de mayo de 1847) fue un político español.

## Biografía
Abogado, alcalde de Casa y Corte y fiscal del Consejo de Castilla. En la primera etapa del reinado de Fernando VII ya con el Trienio liberal fue con carácter interino ministro de Gracia y Justicia entre marzo y abril de 1820 y, nuevamente, entre septiembre y diciembre de 1823. 